# Jianna Ballard
Jianna Ballard (* 29. Dezember 1993 in New Westminster, British Columbia) ist eine kanadische Schauspielerin. 
Ballard spielte als Schauspielerin erstmals 2001 in der Serie Christy, Choices of the Heart, Part II: A New Beginning mit. Schon 2003 folgte ihr erster Kinofilm, sie verkörperte den Charakter der Sue in der Komödie Scary Movie 3. Im folgenden Jahr war sie in zwei Folgen der Serie Andromeda zu sehen. 
Ballard lebt in Vancouver.

## Filmografie (Auswahl)
- 2001: Christy, Choices of the Heart, Part II: A New Beginning (Fernsehserie, eine Folge)
- 2003: Der Fall John Doe! (Fernsehserie, eine Folge)
- 2003: Out of Order (Fernsehserie)
- 2003: Scary Movie 3
- 2004: Andromeda (Fernsehserie, zwei Folgen)
- 2006: Hollow Man II
- 2006: The Tooth Fairy
- 2009: Mr. Troop Mom (Fernsehfilm)
- 2009: Courage
- 2010: Elopement